# Yasin Jezami
Yasin Jezami –en árabe, ياسين الخزامي– (nacido el 25 de septiembre de 1995) es un deportista tunecino que compite en taekwondo. Ganó una medalla de plata en los Juegos Panafricanos de 2019 en la categoría de –63 kg.

## Palmarés internacional
| Juegos Panafricanos | Juegos Panafricanos | Juegos Panafricanos | Juegos Panafricanos |
| Año                 | Lugar               | Medalla             | Categoría           |
| ------------------- | ------------------- | ------------------- | ------------------- |
| 2019                | Rabat (Marruecos)   | Medalla de plata    | –63 kg              |